# Daily Maverick
Daily Maverick (deutsch etwa: „Täglicher Nonkonformist“) ist eine englischsprachige, südafrikanische Internetzeitung, die in Johannesburg erscheint. 

## Geschichte
Die Internetzeitung wurde im Oktober 2009 von Chefredakteur Branko Brkic gegründet. Den Namen erhielt es von dem 2008 eingestellten Wirtschaftsmagazin Maverick, das Brkic ebenfalls redaktionell geleitet hatte. Erster Investor war der Technologie-Unternehmer Alan Knott-Craig. Styli Charalambous ist CEO und Verleger (Stand 2016).
Im Februar 2011 rief die Redaktion mit Free African Media eine Internetzeitung für ganz Afrika ins Leben. Im Juni 2011 gründete sie mit iMaverick eine Abonnementszeitung für iPad-Benutzer.
Im Januar 2016 schaltete die Zeitung die Kommentar-Funktion wegen der Trollerei einiger Nutzer, insbesondere wegen rassistischer Beleidigungen, dauerhaft ab.
Im Mai 2017 wurde die investigative Einheit Scorpio gegründet.

## Struktur, Ausrichtung und Nutzerzahlen
Die Zeitung beschreibt sich selbst als a unique blend of news, information, analysis and opinion delivered from our newsroom in Johannesburg, South Africa („… eine einmalige Mischung aus Nachrichten, Information, Analyse und Meinung, geliefert von unserem Newsroom in Johannesburg, Südafrika“). Politisch steht sie links; sie versteht sich als unabhängig. Die Zeitung wird als Nischenzeitung im High-End-Bereich gesehen. In einem Artikel der New York Times bezeichnete sie Bill Keller als „kratzbürstig“ (feisty). Zu den meistbeachteten Themen gehören die Enthüllungen zum Massaker von Marikana im Jahr 2012, zu dem Greg Marinovich die Fotos beisteuerte. Die Zeitung gewann dafür mehrere Preise.
Daily Maverick hat keine Paywall. Die Zeitung finanziert sich durch Werbung: Je eine Anzeige wird getrennt vom Artikelinhalt platziert. Die Rubriken sind Wired World („Vernetzte Welt“), South Africa, Africa, World, Business („Wirtschaft“), Life, Etc („Leben usw.“) und Sport. Zu den regelmäßigen Mitarbeitern gehören der Verfassungsrechtsexperte Pierre de Vos, der ehemalige Generalsekretär des COSATU, Jay Naidoo, und der Fotojournalist Greg Marinovich.
Die Zeitung hat ihren Sitz im Johannesburger Stadtteil Benmore. Chefredakteur ist Branko Brkic (Stand 2016). Die Zeitung gehört zum 2012 gebildeten The Guardian Africa Network.
Mitte 2013 wurden rund 300.000 Unique Visits pro Monat gezählt.

## Sonstiges
Mit der Zeitung, speziell mit Scorpio verbunden ist das amaBhungane Centre for Investigative Journalism, das sich dem investigativen Journalismus verschrieben hat. amaBhungane ist isiZulu und heißt Mistkäfer. Unter anderem gelang ihm die Aufdeckung des „Guptaleaks“-Skandals, der die illegale Zusammenarbeit von hochrangigen Politikern, darunter dem Präsidenten, mit der Gupta-Familie belegte.
Mavericks waren ursprünglich Kälber ohne Brandzeichen, benannt nach Samuel A. Maverick. Später bezeichnete man in der englischen Sprache unabhängig Denkende und Handelnde als Mavericks.